# Piotr Bałczewski
Piotr Michał Bałczewski (ur. w Łodzi) – polski chemik, prof. dr hab. nauk chemicznych, specjalista w dziedzinie chemii organicznej i heteroorganicznej.

## Życiorys naukowy
Absolwent XXVI Liceum Ogólnokształcącego im. K.K. Baczyńskiego w Łodzi. W 1979 r. ukończył z wyróżnieniem studia łączone na Wydziale Chemicznym Politechniki Łódzkiej oraz w Centrum Badań Molekularnych i Makromolekularnych PAN w Łodzi, uzyskując dyplom magistra inżyniera ze specjalnością: Chemia i Technologia Organiczna oraz specjalizacją: Lekka Synteza Organiczna.
W latach 1979–1982 r. odbył studia doktoranckie w Instytucie Chemii Organicznej PAN w Warszawie, a w 1985 r. uzyskał stopień doktora (CBMiM PAN w Łodzi) broniąc pracy doktorskiej pt. „Fosfoniany zawierające grupy siarko– i krzemoorganiczne – synteza i przemiany”. W latach 1989–1991 odbył owocny w naukowe publikacje staż podoktorski na University of Manchester w Wielkiej Brytanii, któremu patronował prof. John Arthur Joule.
Od 1993 r. członek Polskiego Towarzystwa Chemicznego, w 2015 r. ponownie wybrany na stanowisko wiceprezesa.
W 1998 r. obronił pracę habilitacyjną w CBMiM PAN w Łodzi. Tytuł profesora nauk chemicznych otrzymał w 2008 r.
Jest autorem ponad 10 monograficznych opracowań z dziedziny chemii węgla, siarki i fosforu, zgłoszeń patentowych krajowych i zagranicznych. Kierował lub współkierował 14 grantami (KBN, MNiI, MEiN, MNiSzW, NCN). Ekspert krajowy i zagraniczny w konkursach MNiSzW, NCN, NCBiR oraz POIG. Zapraszany z wykładami na krajowe i zagraniczne konferencje, jednocześnie organizator i członek komitetów organizacyjnych i naukowych konferencji krajowych i zagranicznych. Ostatnim dużym osiągnięciem było opracowanie nowych modyfikacji reakcji cyklizacji typu Bradshera i Friedela–Craftsa, z których ta ostatnia w 2012 roku została wyróżniona przez redakcję czasopisma Synfacts.

## Pełnione funkcje[3]
- Od 2001 – kierownik Pracowni Chemii Metalo– i Metaloidoorganicznej, w Zakładzie Chemii Heteroorganicznej CBMM PAN.
- Od 2012 r. – kierownik katedry Badań Strukturalnych i Materiałowych Uniwersytetu Humanistyczno–Przyrodniczego im. Jana Długosza w Częstochowie[4]
- funkcje w PTChem:
  - 1993 – członek Sekcji Chemii Heteroorganicznej
  - 1999 – członek Prezydium Zarządu Głównego PTChem
  - 1999–2003 – Przewodniczący Komisji Spraw Zagranicznych
  - 2001–2003 – Wiceprezes
  - 2010–2012 – Wiceprezes
  - 2012–2014 – członek Sekcji Chemii Medycznej
  - 2013 – członek Komisji Terminologii Chemicznej
  - 2013–2018 – I wiceprezes

- Inne funkcje:
  - 2000−2003 r. współredaktor czasopisma informacyjnego PTChem e-Bulletin.
  - od 2000–2018 r. reprezentant PTChem w międzynarodowej radzie właścicieli czasopisma Chemistry. A European Journal (Wiley).
  - od 2006 r. (na zaproszenie) członek międzynarodowego zespołu ds. oceny kadry naukowej Center for Chemical Sciences, HEJ Research Institute of Chemistry, University of Karachi(inne języki).
  - od 2008 r. (na zaproszenie) członek Rady Redakcyjnej Recenzentów czasopisma Arkivoc(inne języki)[5].
  - od 2010 r. redaktor naczelny[6] czasopisma Chemistry, Environment, Biotechnology.
  - od 2010–2014 r. (na zaproszenie), członek Rady Redakcyjnej czasopisma ISRN Organic Chemistry.
  - ekspert NCN, NCBiR, MNiSzW, POIG (od 2008 r.), Romanian National Council for Development and Innovation (od 2011 r., na zaproszenie).
  - od 2013–2018 r. reprezentant PTChem do Rad Właścicieli czasopism Analytical Bioanalytical Chemistry (Springer) i Physical Chemistry Chemical Physics(inne języki) (Royal Society of Chemistry(inne języki))
  - do 2018 r. przedstawiciel PTChem w Chemical Publishing Society Europe (ChemPubSoc Europe)

## Ważniejsze nagrody i wyróżnienia
- 1997 – I Nagroda w konkursie im. Kemuli Polskiego Towarzystwa Chemicznego[7]
- 2002 – Medal Hanuša(inne języki) Czeskiego Towarzystwa Chemicznego(inne języki) za osiągnięcia w dziedzinie chemii fosfonianów i wkład do rozwoju współpracy między PTChem i ČSCH, Brno, Republika Czeska[7]
- 2009 – Nagroda Rektora I st. Akademii im. Jana Długosza w Częstochowie[3]
- 2013 r. Złoty Krzyż Zasługi[8]
- 2015 – Medal okolicznościowy PTChem[9]
- 2015, 2018 – Nagroda Rektora III st. Akademii im. Jana Długosza w Częstochowie[potrzebny przypis]
- 2016 – Medal Komisji Edukacji Narodowej[7]
- 2021 – Krzyż Kawalerski Orderu Odrodzenia Polski[10]
- 2022 – Śląska Nagroda Naukowa[7]
- 2022 – Nagroda Ministra Nauki i Edukacji za znaczące osiągnięcia w działalności naukowej[11]
- 2024 – Nagroda Miasta Łodzi[7][12].
- 2024 – Medal Stanisława Kostaneckiego[13]

## Zainteresowania badawcze
- chemia organiczna i heteroorganiczna (związki siarki, fosforu, i krzemu),
- chemia materiałowa dla optoelektroniki,
- nowe syntetyczne metodologie w chemii organicznej (np. nowe warianty reakcji hetero–Friedela–Craftsa/Bradshera, rodniki fosfonianowe)
- IV rz. sole heteroniowe i ciecze jonowe oraz ich zastosowania w medycynie oraz rolnictwie
- chemia ekotoksyklogiczna,
- chemia rodników, karboanionów i karbokationów ,
- synteza z udziałem niekonwencjolnych źródeł energii (ultradźwięki, mikrofale, mechanochemia(inne języki))
- totalna synteza produktów naturalnych i związków czynnych biologicznie.